# بری پریموس
بری پریموس (انگلیسی: Barry Primus؛ زادهٔ ۱۶ فوریهٔ ۱۹۳۸) فیلم‌نامه‌نویس، تهیه‌کننده فیلم، بازیگر و کارگردان اهل ایالات متحده آمریکا است. وی از سال ۱۹۶۳ میلادی تاکنون مشغول فعالیت بوده‌است.
از فیلم‌هایی که وی در آن نقش داشته است، می‌توان به باکس‌کار برتا، قتل عادلانه، نیویورک، نیویورک، غیبت مالیس، شب و شهر، بیگانه، یکی و دیگری، انکار، کسب‌وکار بزرگ و در مظان جرم اشاره کرد.